# Tina Hassel

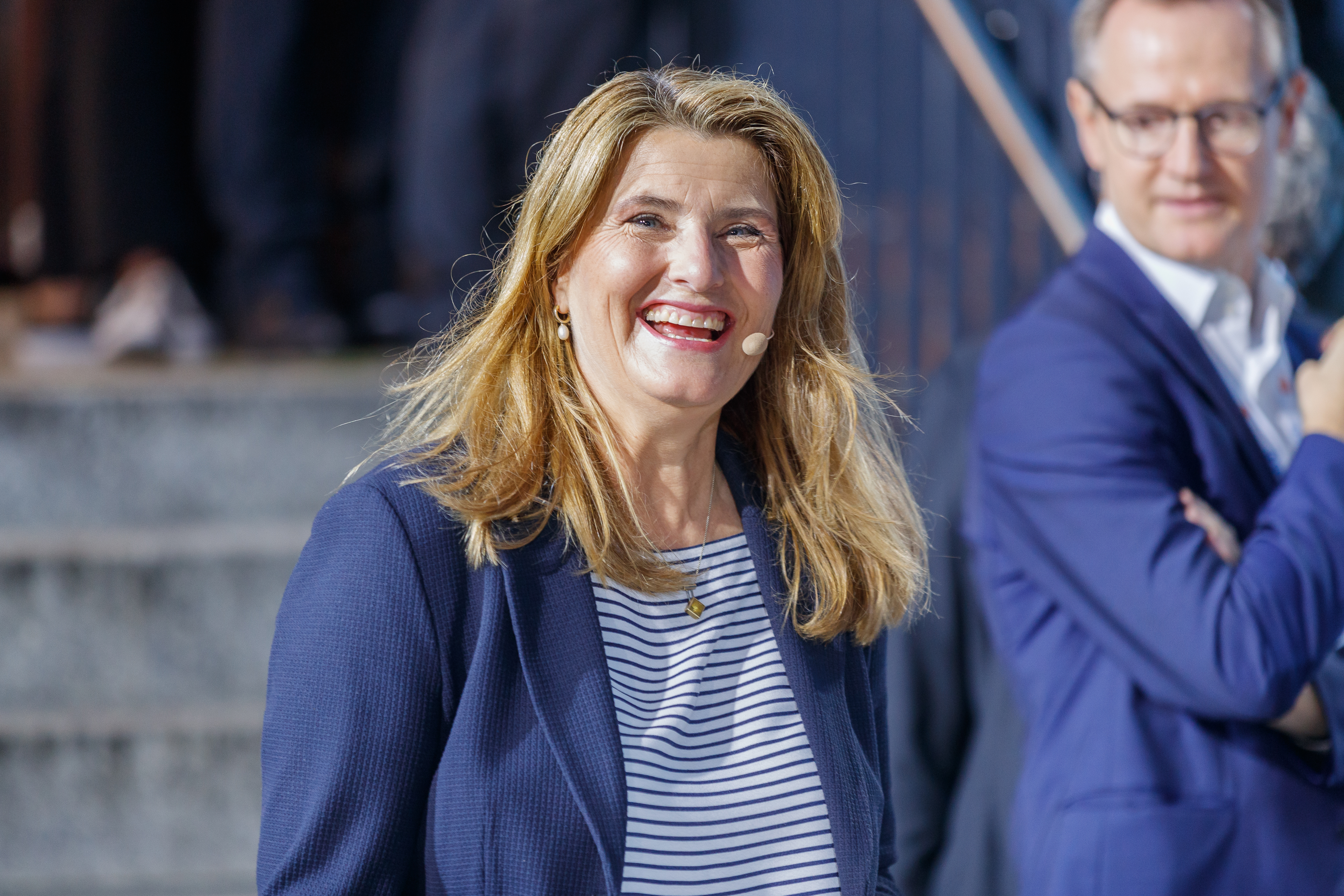
Tina Hassel (2021)

Tina Hassel (* 11. Mai 1964 in Köln) ist eine deutsche Journalistin und Fernsehmoderatorin. Sie ist seit Juni 2024 Leiterin des ARD-Studios in Brüssel.

## Werdegang
Hassel studierte in Köln und Bordeaux Geschichte, Germanistik und Politikwissenschaft. Sie erlangte den akademischen Grad einer Magistra in Germanistik, Geschichte und Politikwissenschaft. Während des Studiums und danach arbeitete sie bei verschiedenen Radio- und Fernsehstationen in Deutschland und Frankreich.
Von 1990 bis 1992 volontierte sie beim WDR, für den sie von 1992 bis 1994 als Redakteurin und Moderatorin arbeitete. Von 1994 bis 1999 war Hassel, die fließend Französisch spricht, Korrespondentin der ARD in Paris. Von November 2001 bis Mai 2012 war sie Moderatorin des Weltspiegels und seit Dezember 2001 zudem Auslandschefin des WDR. Von Juli 2012 bis Juni 2015 leitete Hassel das ARD-Studio in Washington, D.C. Am 1. Juli 2015 übernahm sie die Leitung des ARD-Hauptstadtstudios als Nachfolgerin von Ulrich Deppendorf. Sie war die erste Frau auf diesem Posten. Am 1. Juni 2024 übernahm Hassel die Leitung des ARD-Studios in Brüssel als Nachfolgerin von Markus Preiß.
Seit 2010 ist Hassel Patin des Kinderhospizes Bethel für unheilbar erkrankte Kinder. Sie ist Mitglied der Atlantik-Brücke.

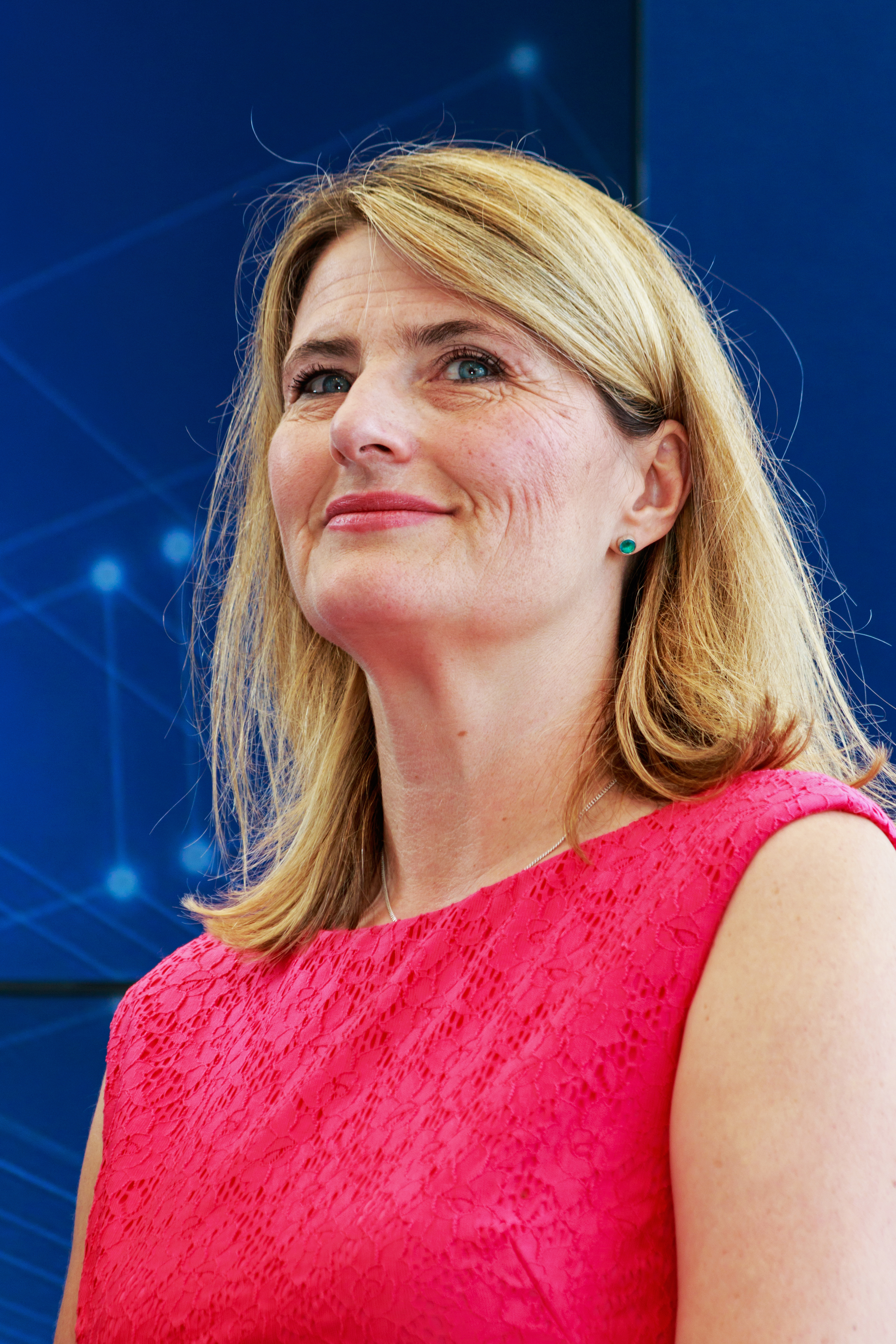
Hassel, 2015

Anfang Juni 2021 teilte das ZDF mit, dass Tina Hassel für das Amt der ZDF-Intendantin kandidiere. Der bisherige Amtsinhaber, Thomas Bellut, schied zum 15. März 2022 aus dem Amt aus und trat nicht zur Wiederwahl an. Bei der Wahl am 2. Juli 2021 im ZDF-Fernsehrat zog Hassel ihre Kandidatur nach dem zweiten Wahlgang zurück. Sie hatte in den ersten beiden Wahlgängen weniger Stimmen als Norbert Himmler erhalten, der schließlich im dritten Wahlgang zum neuen Intendanten des ZDF gewählt wurde. Hassel galt bei der Wahl als Kandidatin des links-progressiven „Freundeskreises“ im Fernsehrat.
Hassel ist verheiratet und Mutter von drei Kindern.

### Kritik
Im Zuge ihrer Berichterstattung über die Bundesdelegiertenkonferenz von Bündnis 90/Die Grünen Anfang 2018 für die ARD wählte Hassel in Tweets mehrfach Formulierungen, die von verschiedener Seite als unangemessen und nicht neutral betrachtet wurden: Michael Hanfeld sprach in der Frankfurter Allgemeinen Zeitung von Stimmungsmache mittels einer „Salve von Juchz-Meldungen“, Alexander Will in der Nordwest-Zeitung von „massivem medialen Flankenschutz“ für Bündnis 90/Die Grünen. Jochen Bittner vermisste auf Zeit Online jene „professionell-nüchterne Distanz“, der insbesondere der gebührenfinanzierte öffentlich-rechtliche Rundfunk gerecht werden müsse. Hassel wies den Vorwurf mangelnder Distanz zurück. Matthias Alexander schrieb 2024 in der FAZ, Hassel habe damals mit peinlich-begeisterten Tweets von einem Grünen-Parteitag von sich reden gemacht.